# Henri Rousseau

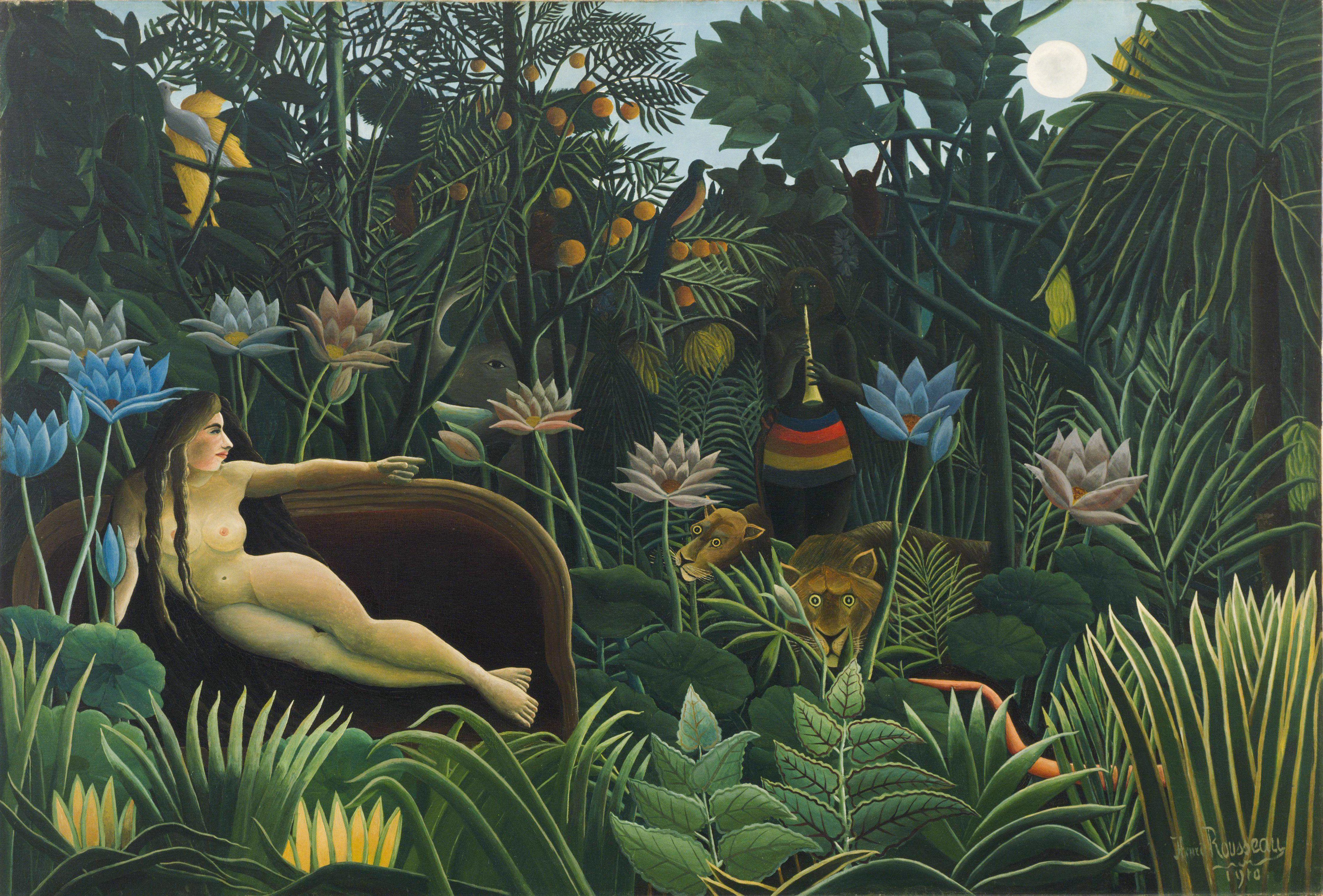
O sonho, 1910, Óleo sobre tela, 204,5 x 298,5 cm, Nova Iorque

Henri-Julien-Félix Rousseau (Laval, 21 de maio de 1844 – Paris, 2 de setembro de 1910), conhecido também pelo público como o douanier (aduaneiro) por ter trabalhado como inspetor de alfândega, foi um pintor francês inserido no movimento moderno do pós-impressionismo. A sua obra foi pouco apreciada pelo público geral e pelos críticos, seus contemporâneos tendo sido constantemente remetida para o grupo da arte naïf e primitivista - pelo seu carácter autodidata, resultado da inexistência de formação acadêmica no campo artístico, pela recusa dos cânones da arte reconhecida até então e pela aparente ingenuidade grotesca.

## Memória
Henri Rousseau, filho de Julien Rousseau (latoeiro) e Eléonore, vai refletir ao longo da sua vida o insucesso financeiro da sua família e o tormento pela falta de perspetivas resultante desse nível social inferior. A sua vida escolar até 1860 toma lugar em Laval, incluindo a permanência num internato em consequência da vida pouco sedentária que os seus pais se veem obrigados a levar após a falência do negócio do pai.

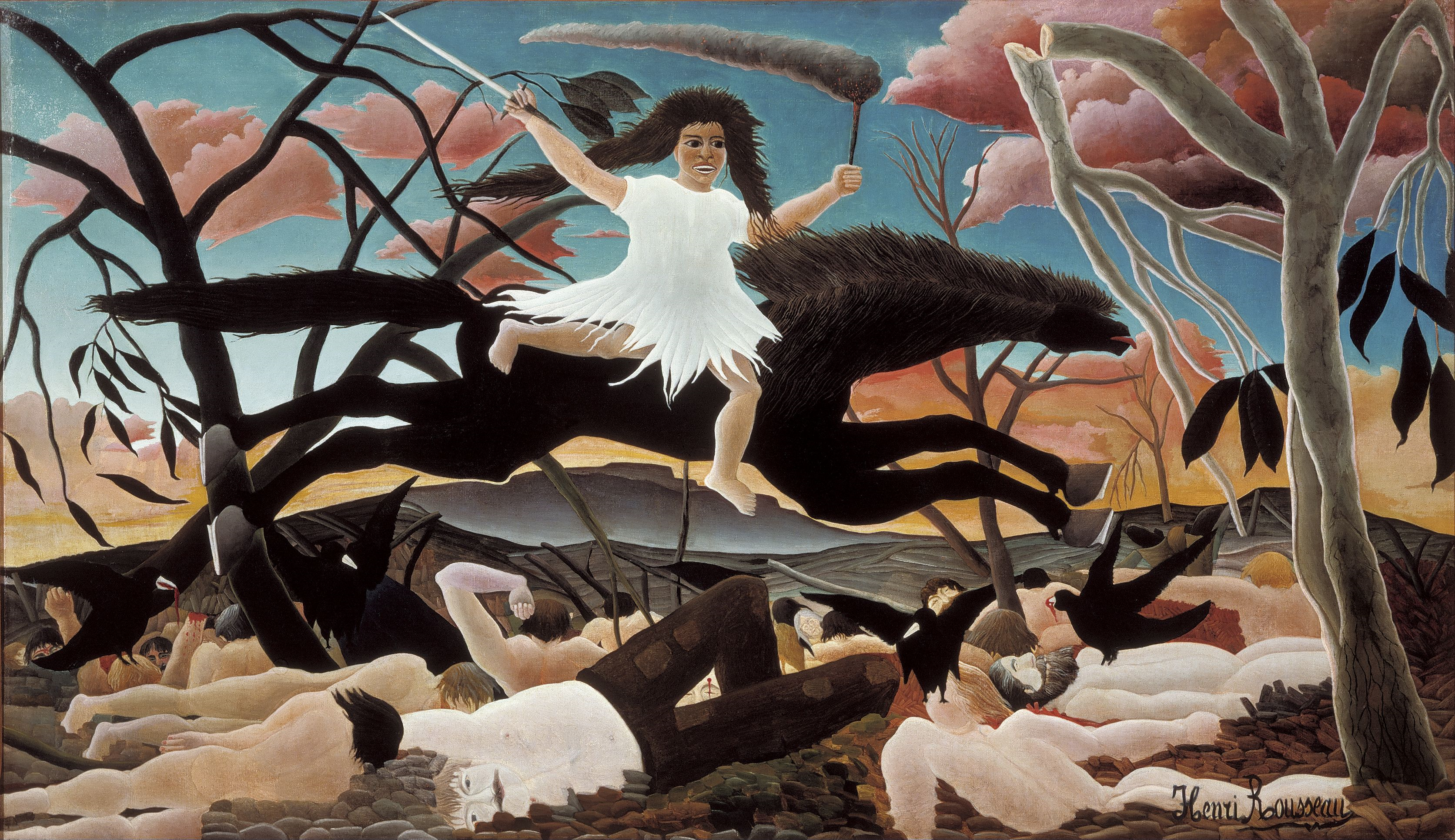
A Guerra, 1894, Óleo sobre tela, 114 x 195 cm, Paris

Em 1861 a família estabelece-se em Angres, onde Rousseau trabalhará num escritório de advocacia entre 1863 e 1867. Após roubar 20 francos a este escritório e ser condenado a 1 mês de prisão, Rousseau alista-se voluntariamente no 51º Regimento de Infantaria de Angres para um período de 7 anos, o qual não chegará ao fim por ser dispensado em 1868. Neste mesmo ano o seu pai morre e Rousseau estabelece-se em Paris onde, no ano seguinte, se casa com Clémence Boitard, uma costureira, com quem terá 5 filhos, dos quais 4 morrerão precocemente.
A partir de 1871, e após ter trabalhado como empregado de um oficial de diligências, Rousseau inicia o seu trabalho na alfândega de Paris. Decorridos 19 anos de casamento, Clémence morre vítima de tuberculose e Rousseau volta a contrair matrimónio 10 anos depois, em 1899, com a viúva Joséphine-Rosalie Nourry. Pouco tempo depois, em 1903, morre também a sua 2ª mulher, um ano após Rousseau se tornar professor na Association Philotechnique onde ensina a técnica da pintura em porcelana e de miniaturas.
Rousseau infringe de novo a lei e é sentenciado, em 1909, a 2 anos de prisão com pena suspensa e uma coima de 200 francos por fraude bancária. Morre com 66 anos a 2 de Setembro de 1910 vítima de septicemia.

## Caminho paralelo
É difícil precisar o início do seu interesse pela pintura, mas sabe-se, no entanto, que deixa o trabalho de alfândega para se dedicar por exclusivo à arte em 1890. Anterior a esta data Rousseau luta pelo seu destaque como artista, sendo constantemente alvo de críticas aguçadas que o caracterizam de infantil e muito aquém das qualidades representativas que seriam de se esperar de um artista após a época de Monet. No entanto, Rousseau não abdica do seu sonho e tenta aproveitar todas as oportunidades que lhe permitam dar a conhecer a sua arte e, quem sabe, destacar-se por entre os seus contemporâneos, obtendo, assim, o reconhecimento social ao qual tanto aspira.

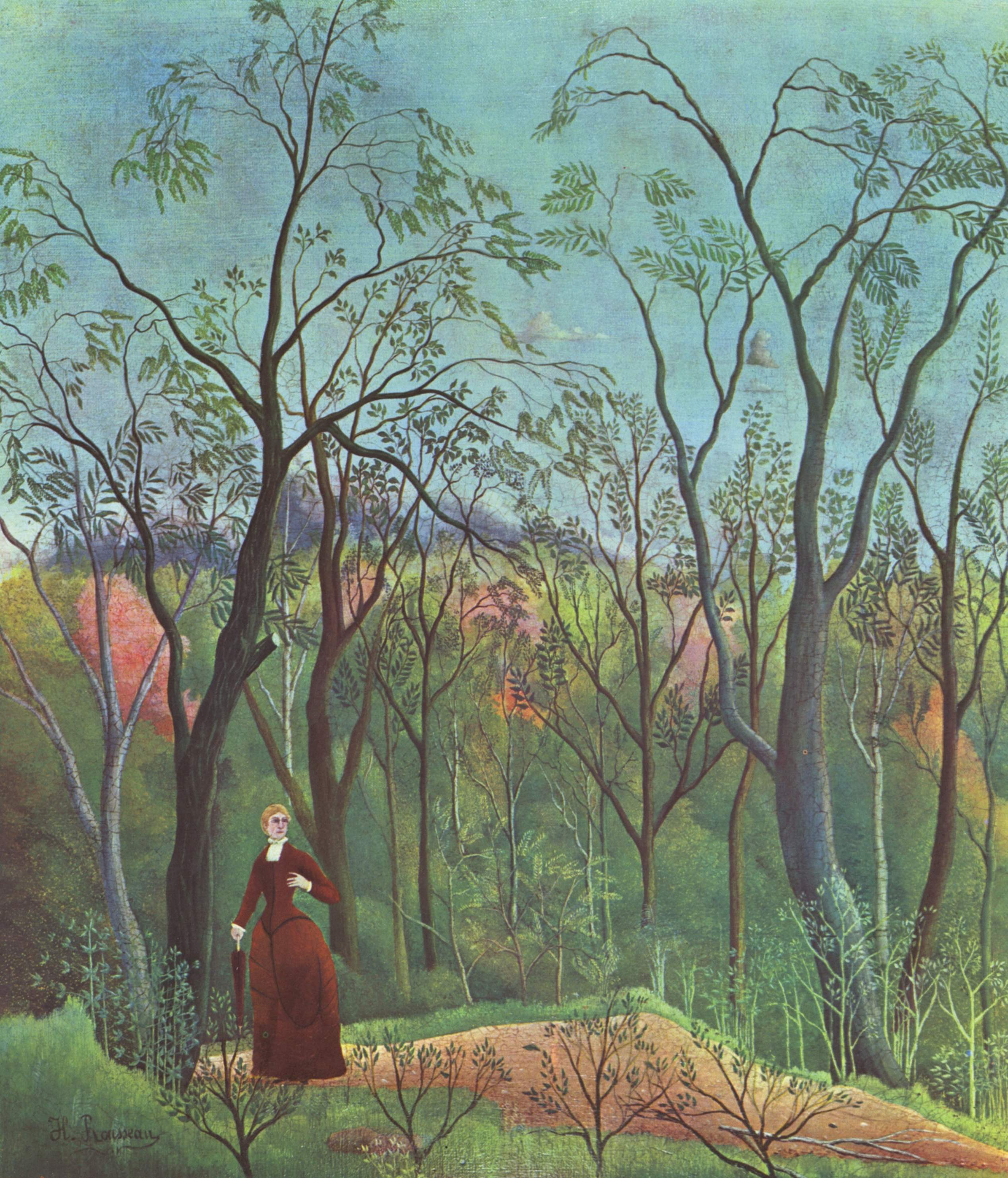
Passeio na Floresta, c. 1886, Óleo sobre tela, 70 x 60,5 cm, Zurique

Rousseau afirmou só ter pegado num pincel pela primeira vez quando já tinha 40 anos, ou seja, em 1884, mas este facto é de difícil comprovação, não só pelo facto de o seu género pictórico ser fácil de imitar, mas também pelo facto de, muitas vezes, o próprio efetuar alterações em obras já terminadas e de alterar a data de execução. Facto é que, em 1884, Rousseau obtém permissão para executar cópias no Museu do Louvre, no Musée de Luxembourg e nos palácios de Versailles e de Saint-Germain fruto da recomendação de Félix Clément que o motiva e incentiva a seguir o seu caminho no mundo artístico.
De modo a compensar o seu sucesso financeiro tardio, Rousseau moveu-se também noutros campos da arte, escrevendo peças de teatro (Une visite à l’Exposition de 1889), composições musicais (Clémence) e dramas (La vengeance d’une orpheline russe), mas vai ser no campo da pintura que a sua expressão artística vai ter maior impacto. As suas obras não são, no entanto, aceites no Salão Oficial de Belas-Artes de Paris e, em 1885, expõe no Salão dos Recusados e a partir de 1886 apresenta as suas pinturas regularmente no Salon des Indépendants onde se inserem as obras de artistas amadores e todas as obras rejeitadas, passíveis de suscitar escândalo. Em 1905 participa também do Salão de Outono e com o seu crescente reconhecimento passa a organizar soirées (saraus) no seu atelier, onde se reúnem os mais destacados elementos do mundo artístico e intelectual de então.

### A crítica e a ambiguidade
A reação à sua pintura é, no início, maioritariamente negativa. No entanto algumas vozes começam-se a pronunciar positivamente, chegando mesmo a comparar Rousseau com os pintores do Proto-Renascimento em Itália onde as noções de perspetiva espacial ainda estão no seu estado embrionário, mas que não deixam por isso de ter uma certa originalidade criativa. Já em 1886 Pissaro expressa a sua admiração ao ter contacto com as suas obras no Salão dos Independentes e Gauguin que, juntamente com Alfred Jarry (escritor) e Guillaume Apollinaire (escritor, poeta e crítico), o vai denominar de artista naïf (ingénuo), dá a conhecer em 1890, do mesmo modo, uma crítica positiva acerca da obra “Eu-Próprio, Retrato-Paisagem”.
Esta simplicidade e aparente ingenuidade opõem-se, no entanto, à imagem de ambição que lhe é atribuída pelo público. Este seu carácter de personalidade ambígua espelha-se também na sua arte que, embora ingénua e infantil, retrata também por vezes uma certa malícia. Pode-se talvez pensar que Rousseau tenha encerrado em si um complexo de inferioridade devido às suas origens humildes e pelo facto de não ter tido acesso às mesmas oportunidades de um pintor académico. Assim como ele se fecha em si próprio com o seu sofrimento interior, as suas pinturas são introvertidas e enigmáticas. Por outro lado, acredita firmemente nas suas capacidades e expressa tanto o seu orgulho como o seu desejo de se tornar o maior e o mais rico pintor francês, aproveitando todas as oportunidades que lhe surgem, mesmo quando é apelidado de palhaço. Já perto do final da sua vida, em 1908, conhece Picasso, que reconhece que a sua ingenuidade não é necessariamente sinónimo de inexistência de profissionalismo.

## A temática
Inicialmente Rousseau é um pintor dos tempos livres, um autodidata apaixonado pela natureza e que a retrata como uma realidade simples, que lhe oferece o escape à vida quotidiana do burguês humilde. Dedica-se à paisagem, uma paisagem calma, bucólica, estranhamente ordenada e artificial, onde todos os elementos têm igual importância, onde não existe hierarquia formal.
| “ | Nada me põe tão feliz como contemplar a natureza e pintá-la. Imagine que, quando vou para o campo e vejo o Sol por todo o lado, e verde e flores, digo para mim: tudo isto é realmente meu! | ” |

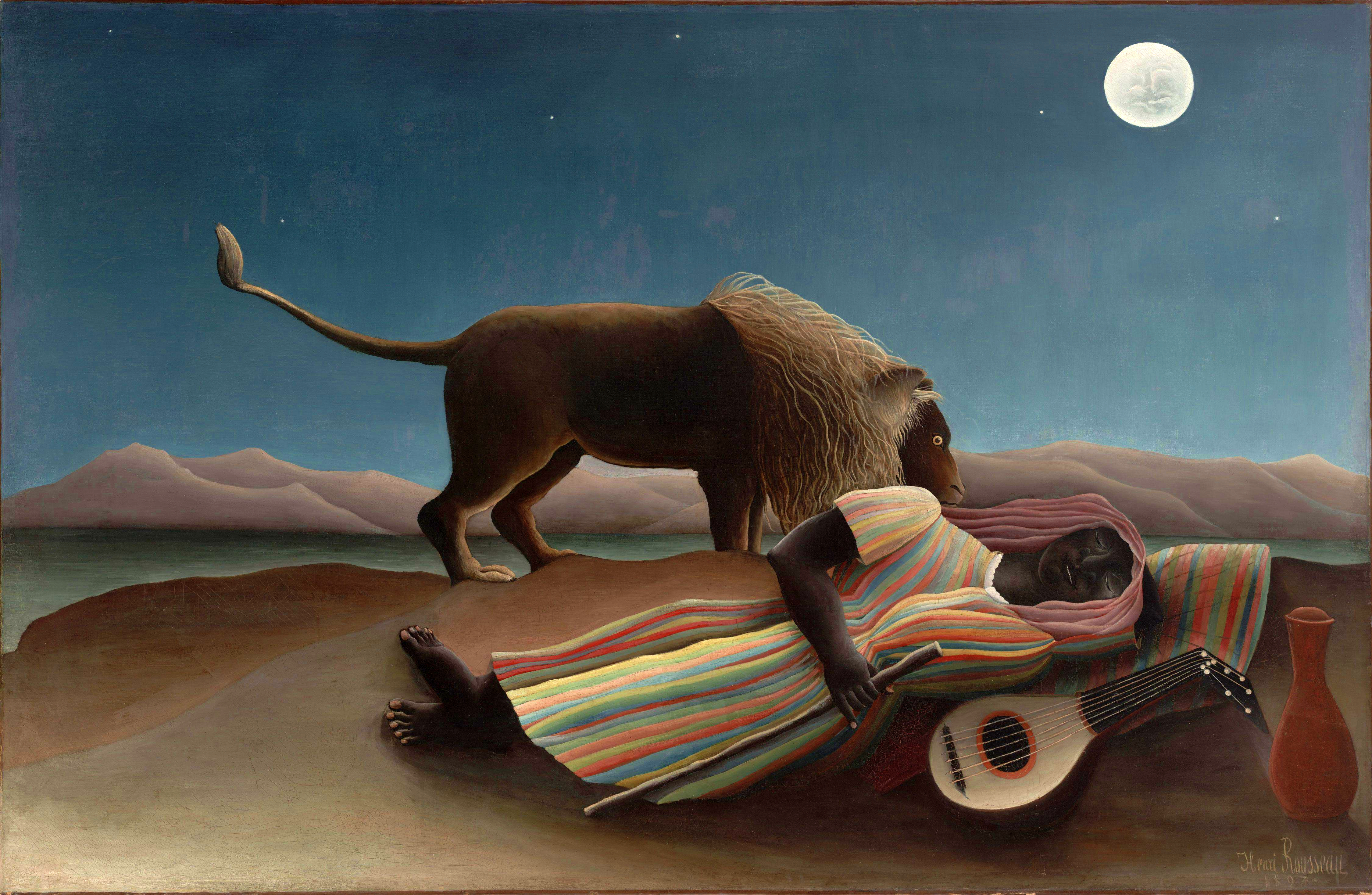
Cigana a Dormir, 1897, Óleo sobre tela, 129,5 x 200,7 cm, Nova Iorque

Com o tempo esta natureza torna-se cada vez mais complexa, uma forma de escape onde a fantasia e o fantástico ganham lugar num pano de fundo exótico. Para estas obras sobre a selva o pintor serve-se muitas vezes de inspiração em estufas e álbuns sobre fauna. Com a sua primeira obra sobre o tema, “Surpreendido!”, que vai ao encontro do gosto pelo exótico oriental sentido na Belle époque, Rousseau começa a ganhar destaque ao mesmo tempo que as suas obras adquirem uma nova qualidade, uma densidade labiríntica de elementos e tonalidades, um novo nível de comunhão entre fantasia e realidade, ameaça e agressividade, mistério e erotismo.
Na sua tipologia temática encontram-se também naturezas-mortas, quase como compêndios de botânica; o denominado retrato-paisagem, uma tipologia alegórica onde o contexto envolvente da figura remete simbolicamente para ela; retratos, muito mal aceites pelo público pela representação desproporcionada e grotesca do corpo humano; e temas sociais como “A Guerra”, que revelam não só a sua motivação oferecida à arte popular como também o seu claro nacionalismo baseado em ideais sócio-revolucionários.

## A matéria

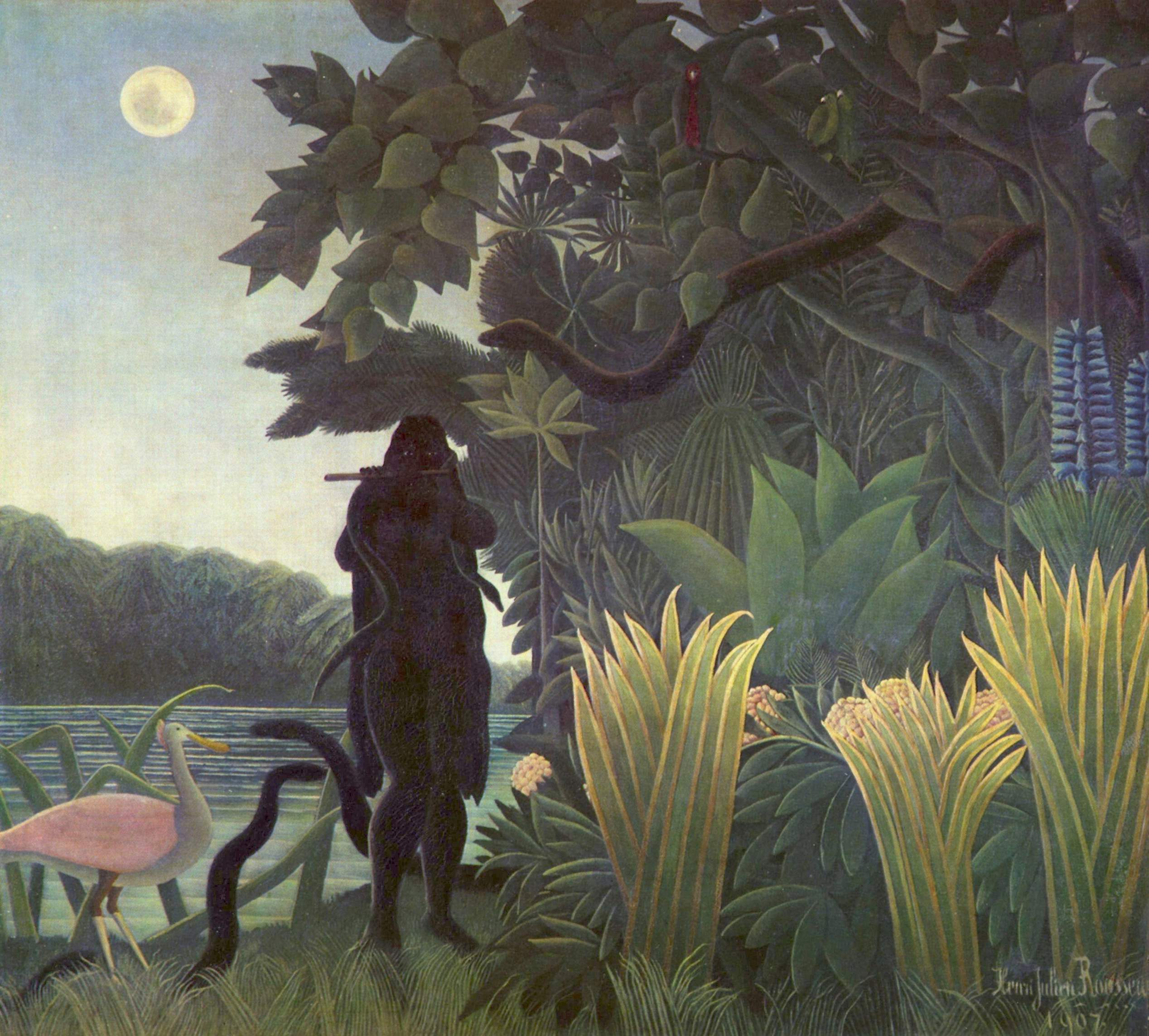
A Encantadora de Serpentes, 1907, Óleo sobre tela, 169 x 189,5 cm, Paris

Por entre as diversas propostas formais do pós-impressionismo, a sua pintura surge despida de todo o requinte que caracteriza a pintura francesa do impressionismo. No caso de Rousseau a ilusão ótica não faz parte dos objetivos a alcançar, todos os avanços neste campo são simplesmente desrespeitados. A razão da obra é o objeto nela representado. Sobre a superfície plana da tela são colocados elementos desligados do seu contexto espacial, que flutuam, que são nada mais que reproduções exatas e detalhadas captadas pelo seu olhar livre de uma formação académica artística, ou seja, liberto da pressão cultural. Rousseau capta a sua realidade empiricamente, deixando-se guiar pelo seu sentimento e pela sua noção própria de equilíbrio de composição. Sabe-se, no entanto, que tomou contacto com a técnica da perspetiva ao ter copiado obras onde se dava uso à técnica, sendo possível que a sua arte fora destes cânones não tenha sido mais que uma decisão consciente da captação intuitiva da realidade, relegando para último plano o seu próprio racionalismo.
Rousseau faz assim uma representação frontal dos seus temas tentando ao máximo reproduzir o pormenor, fazendo quase que uma enumeração das características visíveis de determinado objeto, expondo-as claramente. Esta minuciosidade é reforçada pelo contorno preciso das figuras: todas elas são delimitadas e têm o seu espaço próprio conduzindo a que esta narração de características impregne a pintura de uma forte estaticidade e inércia. No fundo, este realismo extremado transforma os objetos em símbolos, que se vão afastando cada vez mais em direção ao abstracionismo, a uma realidade poética, vista através dos seus próprios olhos e da sua sensibilidade, suportando a sua convicção de que cada artista deve ser livre para obedecer à sua força criadora individual.
Do mesmo modo intuitivo, Rousseau utiliza a técnica que mais se adapta a determinado objeto, sendo que numa mesma obra as pinceladas podem variar de pontos, a superfícies de cor ou a linhas. Em especial tem importância a relação entra as cores e como elas se contrastam ao longo da tela, de elemento para elemento. Em grande parte do seu repertório pictórico é evidente o gosto pelas combinações entre preto, vermelho, branco e verde.

## Obras, por tema

### Exotismo, selva
- Surpreendido! (Surpris!), 1891, Óleo sobre tela, 130 x 162 cm, Londres, The Trustees of the National Gallery.
- Cigana a Dormir (La Bohémienne endormie), 1897, Óleo sobre tela, 129,5 x  200,7 cm, Nova Iorque, The Museum of Modern Art.
- O Leão Faminto (Le lion ayant faim se jette sur l’antilope), 1905, Óleo sobre tela, 201,5 x 301,5 cm, Colecção particular.
- Eva (Eve), c. 1905-07, Óleo sobre tela, 61 x 64 cm, Hamburgo, Kunsthalle.
- A Encantadora de Serpentes (La charmeuse de serpents), 1907, Óleo sobre tela, 169 x 189,5 cm, Paris, Musée d'Orsay.
- A Refeição do Leão (Le repas du lion), 1907, Moscovo, Museu Puschkin., 113,7 x 160 cm, Nova Iorque, Metropolitan Museum of Art.
- Cavalo Atacado por um Jaguar (Cheval attaqué par un jaguar), 1910, Óleo sobre tela, 89 x 116 cm, Moscovo, Museu Puschkin.
- Negro Atacado por um Jaguar (Nègre attaqué par un jaguar), 1910, Óleo sobre tela, 116 x 162,5 cm, Basileia, Kunstmuseum Basel.
- O Sonho (La rêve), 1910, Óleo sobre tela, 204,5 x  298,5 cm, Nova Iorque, The Museum of Modern Art.

### Retrato-paisagem
- Passeio na Floresta (La promenade dans la forêt), c. 1886, Óleo sobre tela, 70 x 60,5 cm, Zurique, Kunsthaus Zürich.
- Uma Noite de Carnaval (Un soir de Carnaval), 1886, Óleo sobre tela, 106,9 x 89,3 cm, Filadélfia, Philadelphia Museum of Art.
- Encontro na Floresta (Rendez-vous dans la forêt), 1889, Óleo sobre tela, 92 x 73 cm, Washington, National Gallery of Art.
- Eu Próprio, Retrato-Paisagem (Moi-Même, Portrait-Paisage), 1890, Óleo sobre tela, 143 x 110 cm, Praga, Naródni Galerie.
- Retrato de Pierre Loti (Portrait de Pierre Loti), 1891, Óleo sobre tela, 62 x 50 cm, Zurique, Kunsthaus Zürich.
- Retrato de Mulher (Portrait de femme), 1895, Óleo sobre tela, 160 x 105 cm, Paris, Musée du Louvre.
- Retrato de Mulher (Portrait de femme), 1895-97, Óleo sobre tela, 198 x 115 cm, Paris, Musée d’Orsay.
- Quarteto Feliz (Heureux quatuor), 1902, Óleo sobre tela, 94 x 57 cm, Nova Iorque, Colecção Mrs. John Hay Whitney.
- Um Casamento Campestre (Une noce à la campagne), 1904-05, Óleo sobre tela, 163 x 114 cm, Paris, Musée de l’Orangerie.
- Criança com Boneca (Portrait d’enfant), c. 1905, Óleo sobre tela, 67 x 52 cm, Paris, Musée de l’Orangerie.
- Os Jogadores de Râguebi (Les joueurs de football, 1908, Óleo sobre tela, 100,5 x 80,3 cm, Nova Iorque, The Solomon R. Guggenheim Museum.
- A Musa Inspira o Poeta (La muse inspirant le poète), 1909, Óleo sobre tela, 146 x 97 cm, Basileia, Kunstmuseum Basel.

### Paisagem
- Vista do Bois de Boulogne (Vue de Bois de Boulogne), 1895, Óleo sobre tela, 33 x 41 cm, Colônia, Zander Collection.
- A Ilha Saint-Louis vista do Porto Saint-Nicolas (Vue de l’Ile Saint-Louis du port Saint-Nicolas), 1888, Óleo sobre tela, 46 x 55 cm, Tóquio, Setagaya Art Museum.
- A Estação Aduaneira (L’octroi), 1890, Óleo sobre tela, 37,5 x 32,5 cm, Londres, The Courtauld Institute.
- A Fábrica de Cadeiras (La fabrique de chaises), c. 1897, Óleo sobre tela, 73 x 92 cm, Paris, Musée de l’Orangerie.
- Nas Margens do Oise (Bords de l’Oise), 1908, Óleo sobre tela, 46,2 x 56 cm, Northampton, Smith College Museum of Art.
- Vista da Ponte de Sèvres' (Vue du Pont de Sèvres, 1908, Óleo sobre tela, 81 x 100 cm, Moscovo, Museu Puschkin.
- Vista de Malakoff' (Vue de Malakoff), 1908, Óleo sobre tela, 46 x 55 cm, Suíça, Colecção particular.
- A Ilha de Saint-Louis Vista do Quai Henri IV' (Vue de l’Ile Saint-Louis prise du Quai Henri IV), 1909, Óleo sobre tela, 33 x 41 cm, Washington, The Phllips Colection.
- Pastagem' (L’herbage), 1910, Óleo sobre tela, 46 x 55 cm, Tóquio, Bridgestone Museum of Art.

### Sociedade
- A Guerra (La guerre), 1894, Óleo sobre tela, 114 x 195 cm, Paris, Musée d’Orsay.
- Os Representantes dos Poderes Estrangeiros saúdam a República como Símbolo da Paz (Les représentants des puissances étrangères venant saluer la République en signe de paix), Óleo sobre tela, 130 x 161 cm, Paris, Musée du Louvre.
- A Liberdade Convida os Artistas a Participarem no 22º Salão dos Independentes (La Liberté invitant les artistes à participer à la 22e exposition des Indépendants), 1906, Óleo sobre tela, 175 x 118 cm, Tóquio, National Museum of Moden Art.

### Natureza-morta
- Ramo de Flores (Fleurs), 1895-1900, Óleo sobre tela, 61 x 50,2 cm, Londres, Tate Gallery.
- Ramo de Flores com Hera (Bouquet de fleurs), 1909, Óleo sobre tela, 45,4 x 42,7 cm, Buffalo, Albright-Knox Art Gallery.

## Galeria

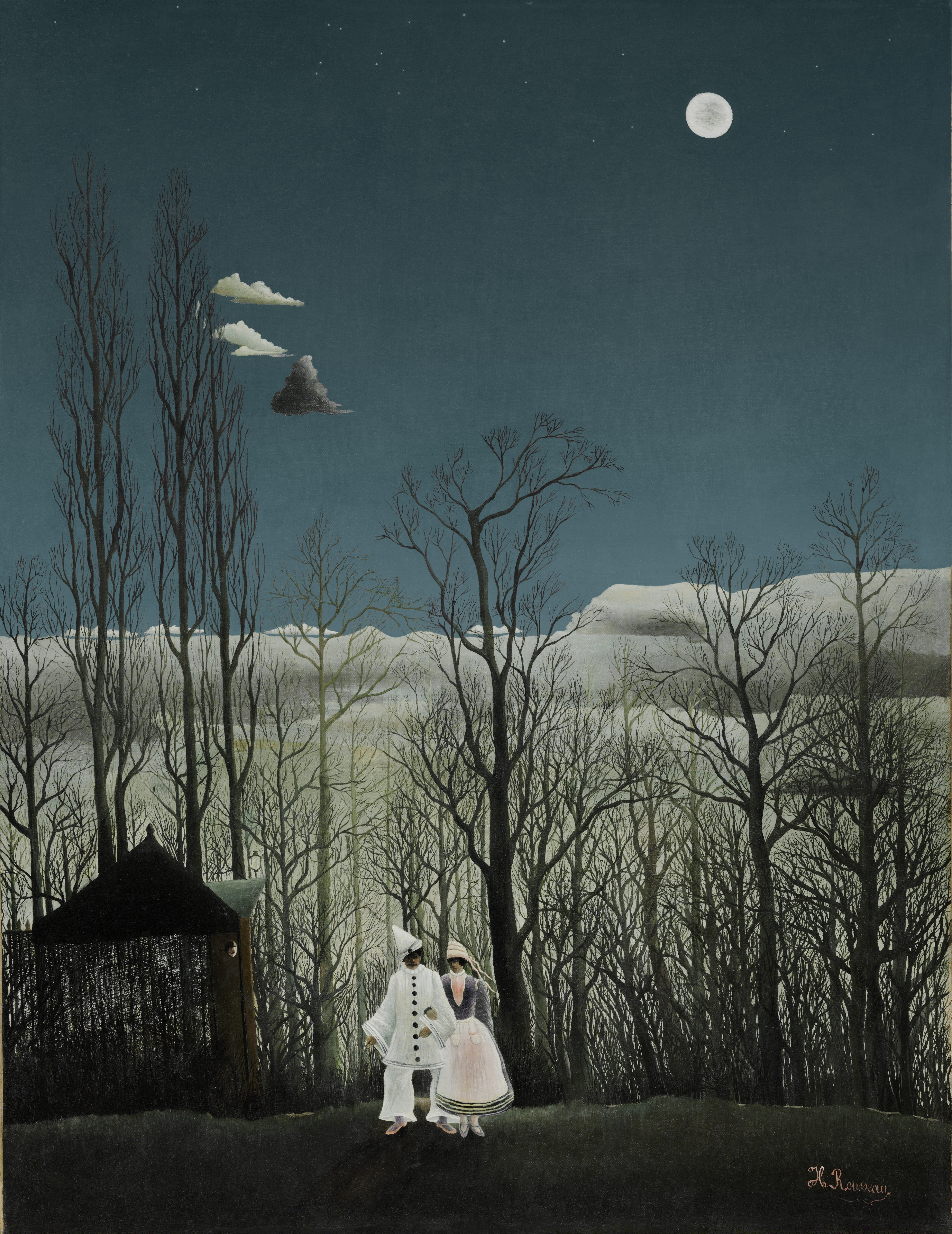
Uma noite de carnaval, 1886, Museu de Arte da Filadélfia, Filadélfia, PA
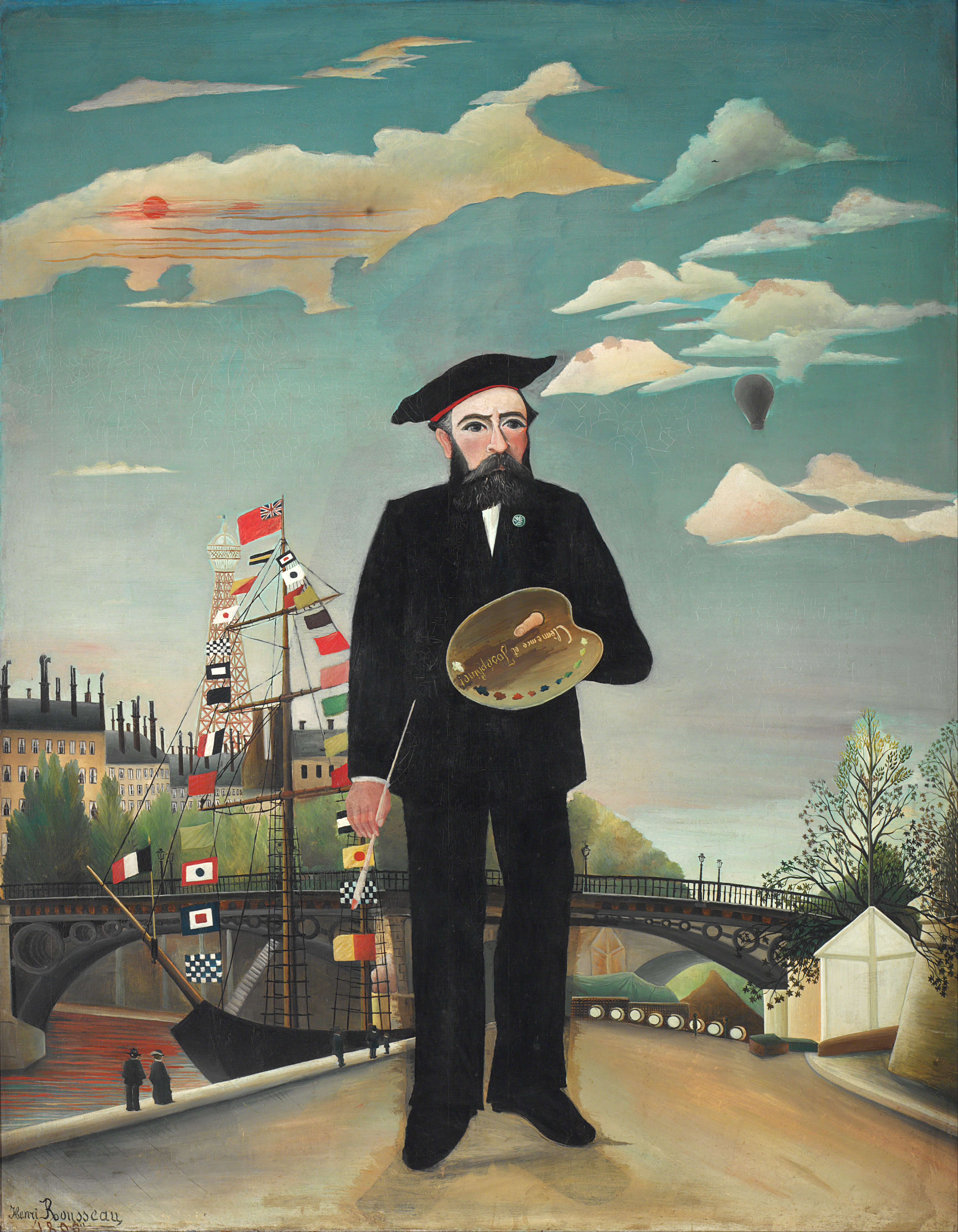
Autorretrato, 1890, National Gallery, Praga
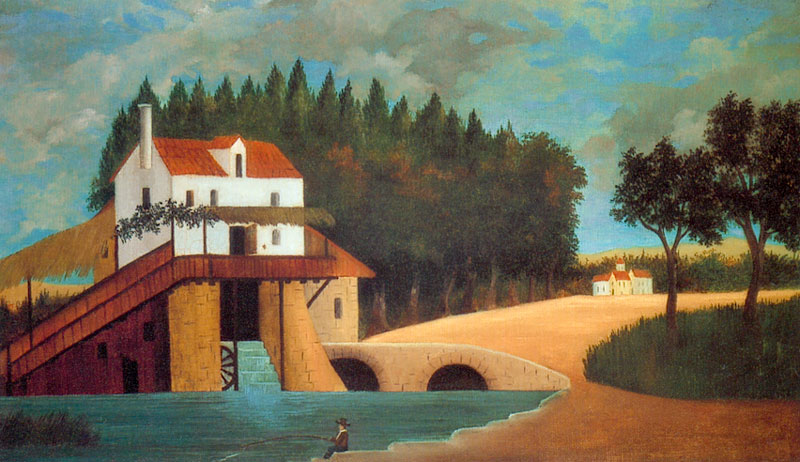
Le Moulin (O Moinho), c. 1896, Museu Maillol, Paris
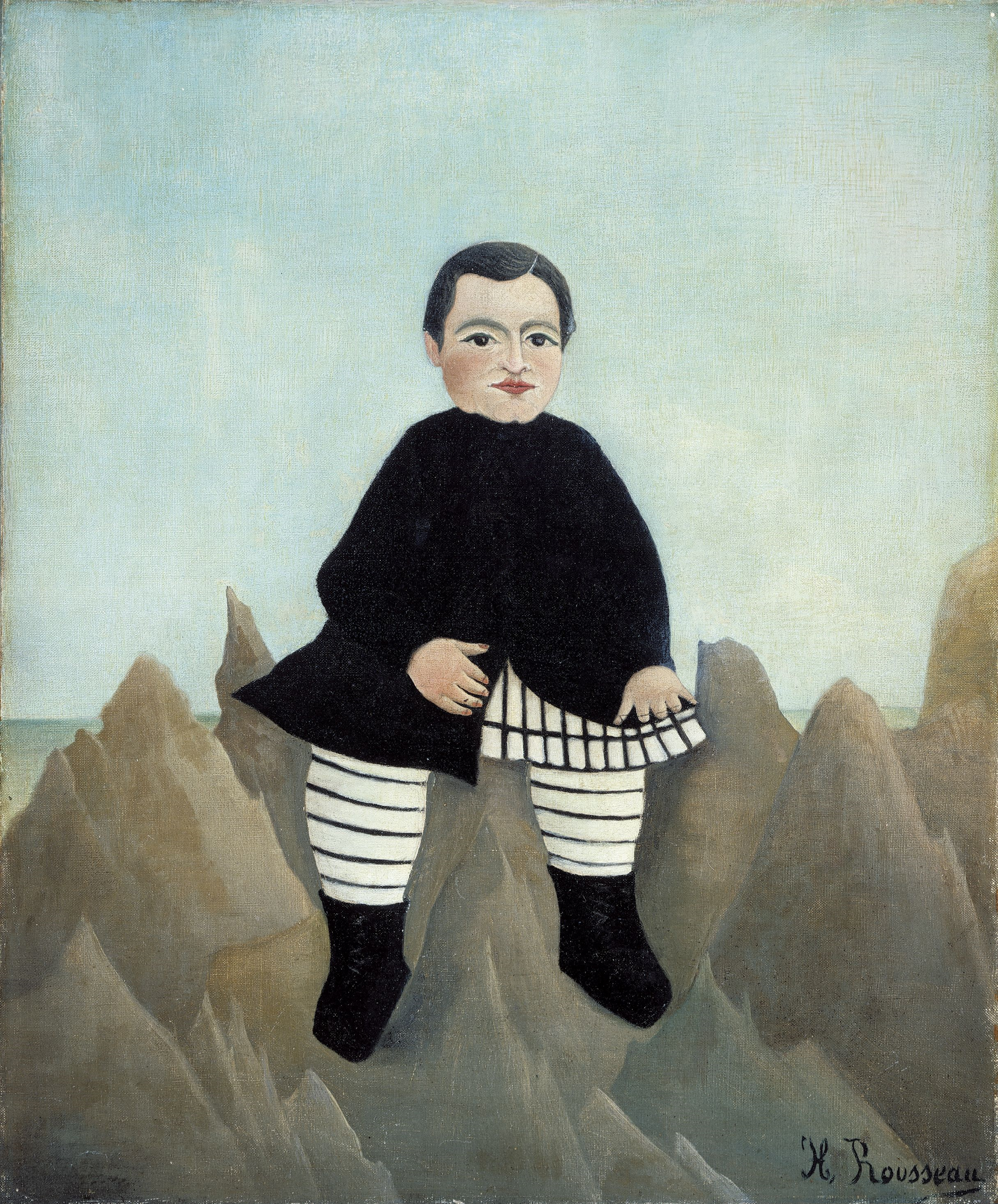
Boy on the Rocks, 1895–1897, National Gallery of Art, Washington, D.C.
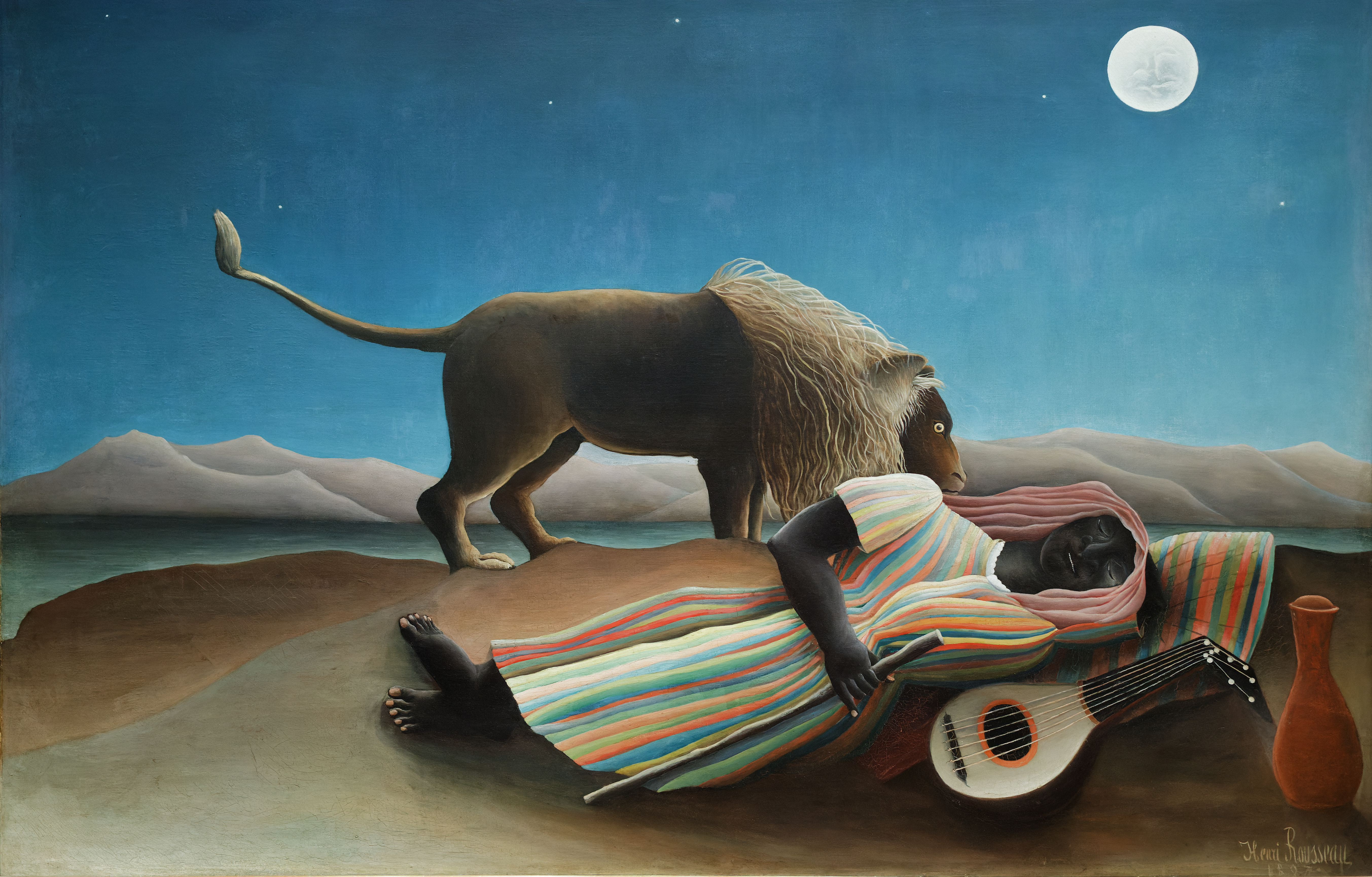
A Cigana Adormecida, 1897, MoMA, Nova York
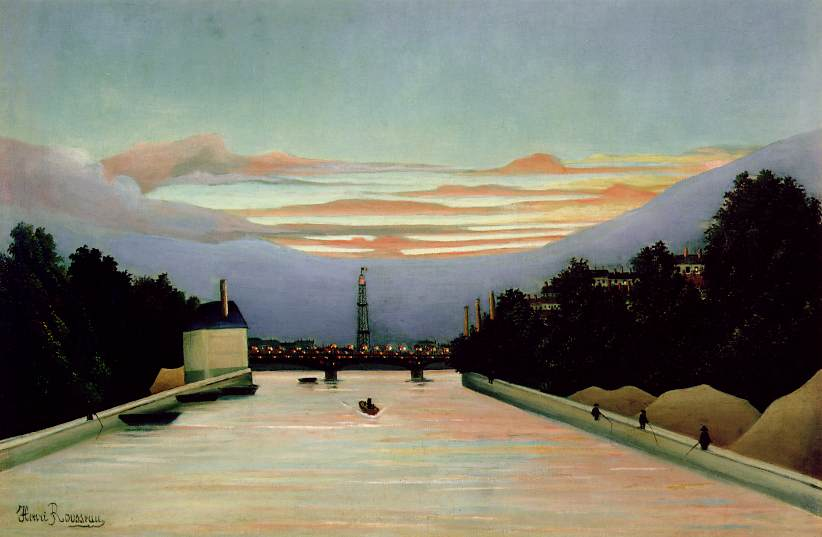
La tour Eiffel pinte par Henri Rousseau, 1898, Houston Museum of Fine Arts, Houston, Texas
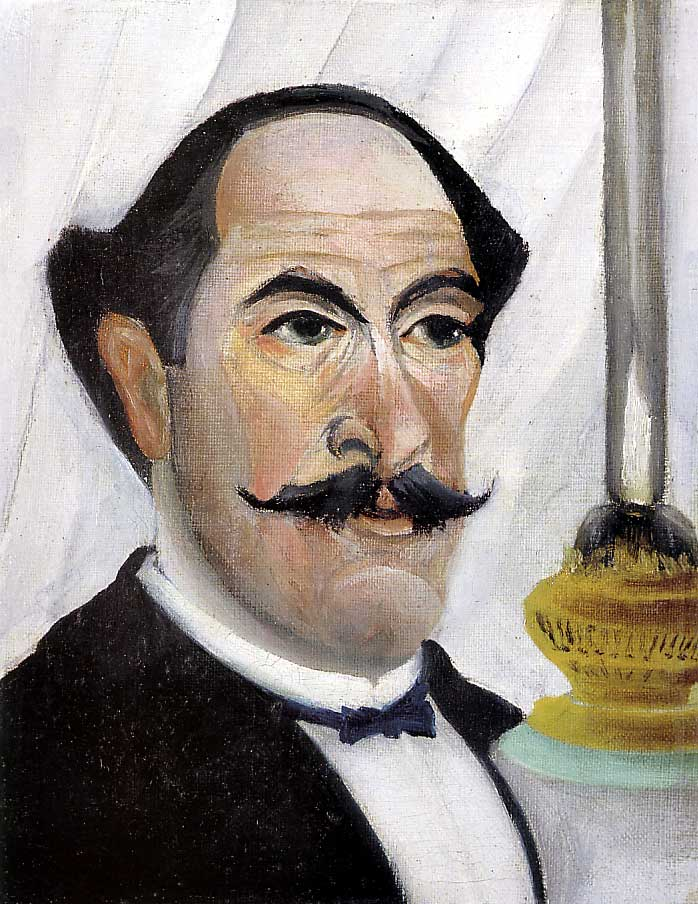
Auto-retrato do artista com uma lâmpada, 1903
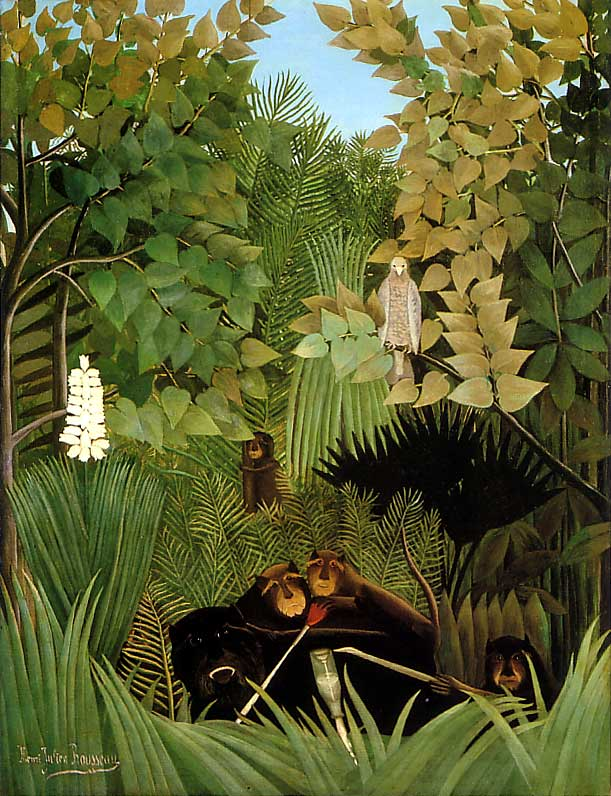
The Merry Jesters, 1906, Museu de Arte da Filadélfia, Filadélfia, PA
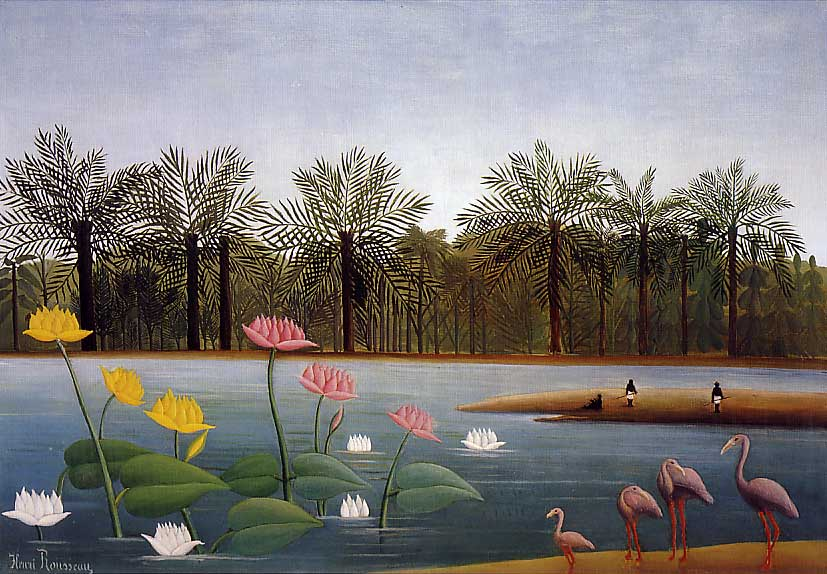
Os Flamingos, 1907, coleção particular
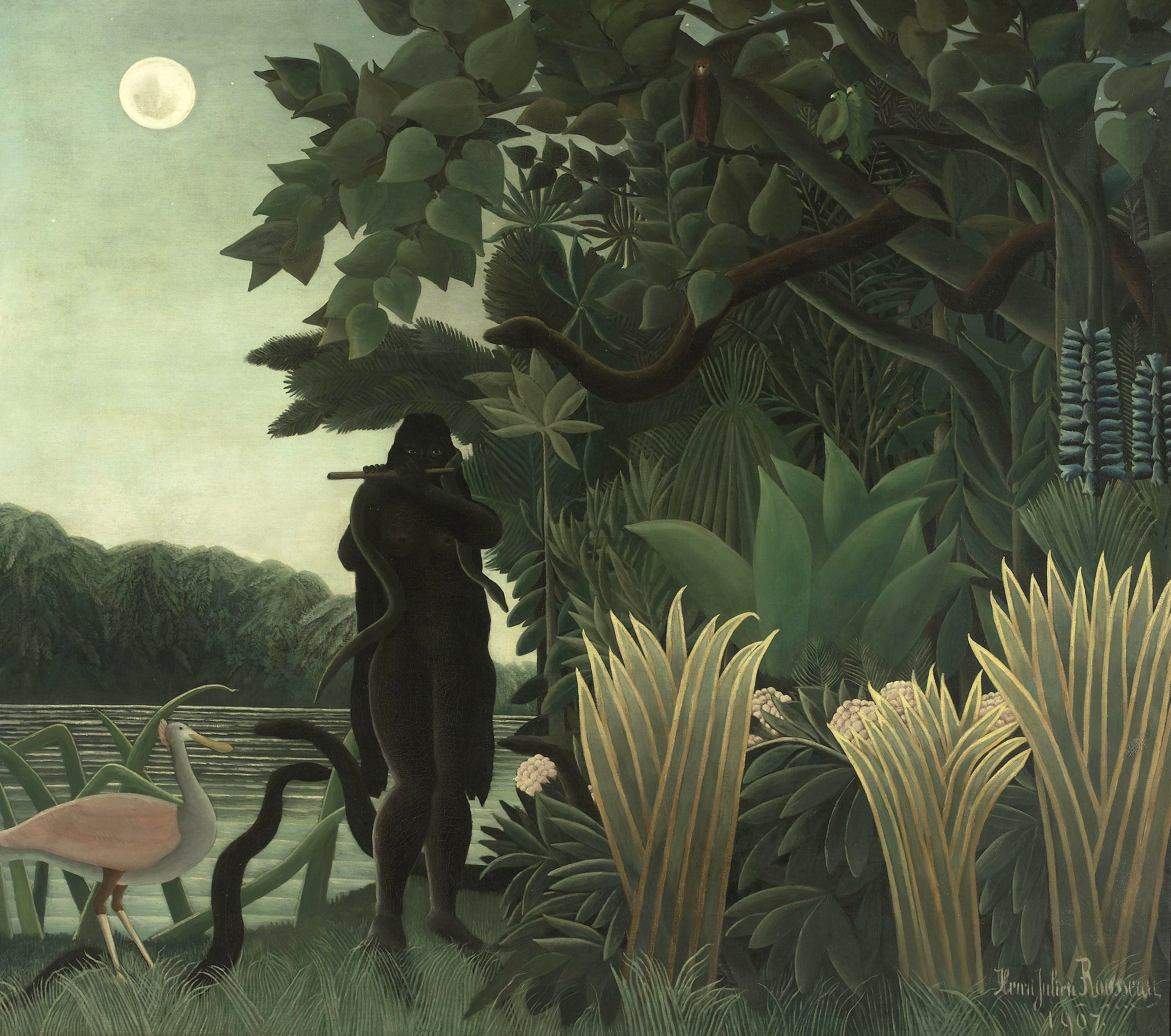
O Encantador de Serpentes, 1907, Museu d'Orsay, Paris
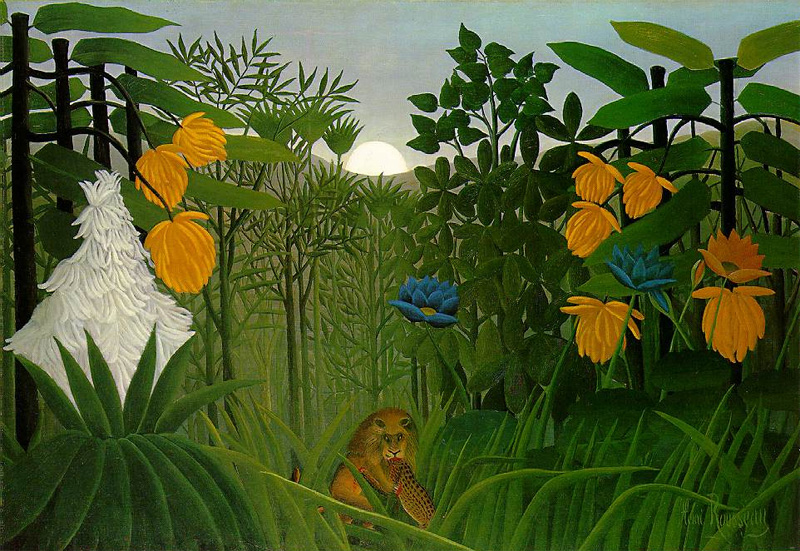
The Repast of the Lion, c.1907, Metropolitan Museum of Art, Nova York
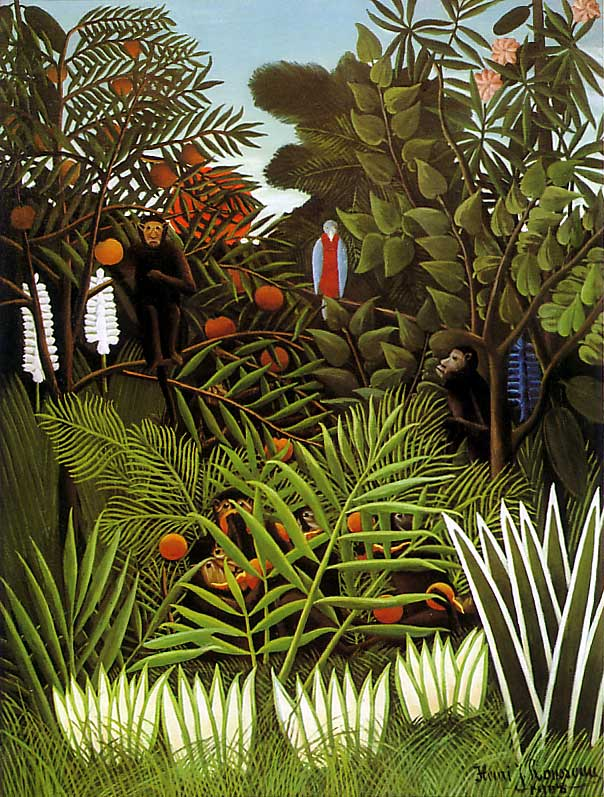
Paisagem exótica, 1908, coleção particular
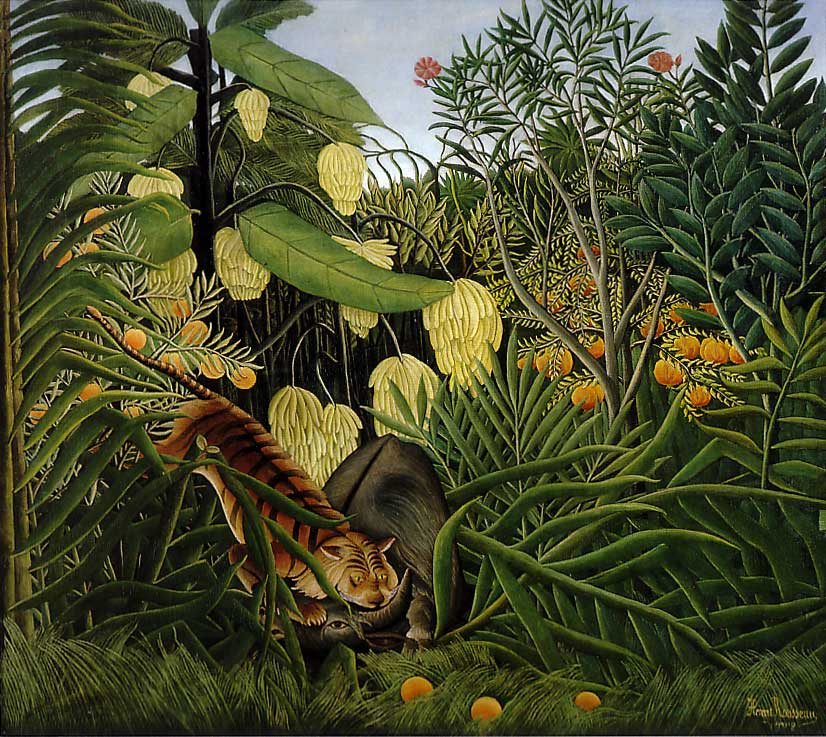
Luta entre um tigre e um búfalo, 1908, Museu de Arte de Cleveland, Cleveland, Ohio
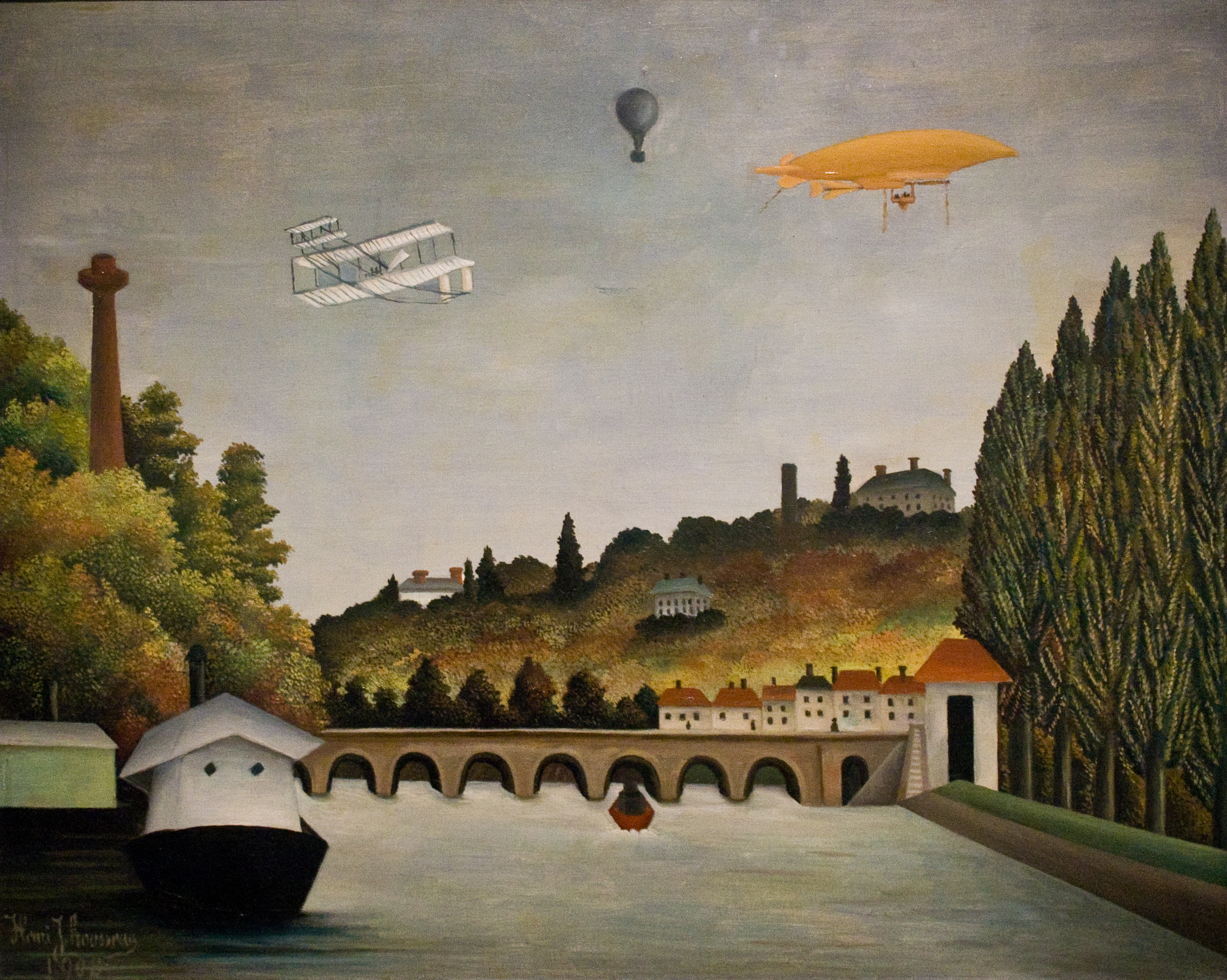
Vista da ponte em Sevres e as colinas de Clamart, Saint-Cloud e Bellevue com biplano, balão e dirigível, 1908, Museu Pushkin de Belas Artes
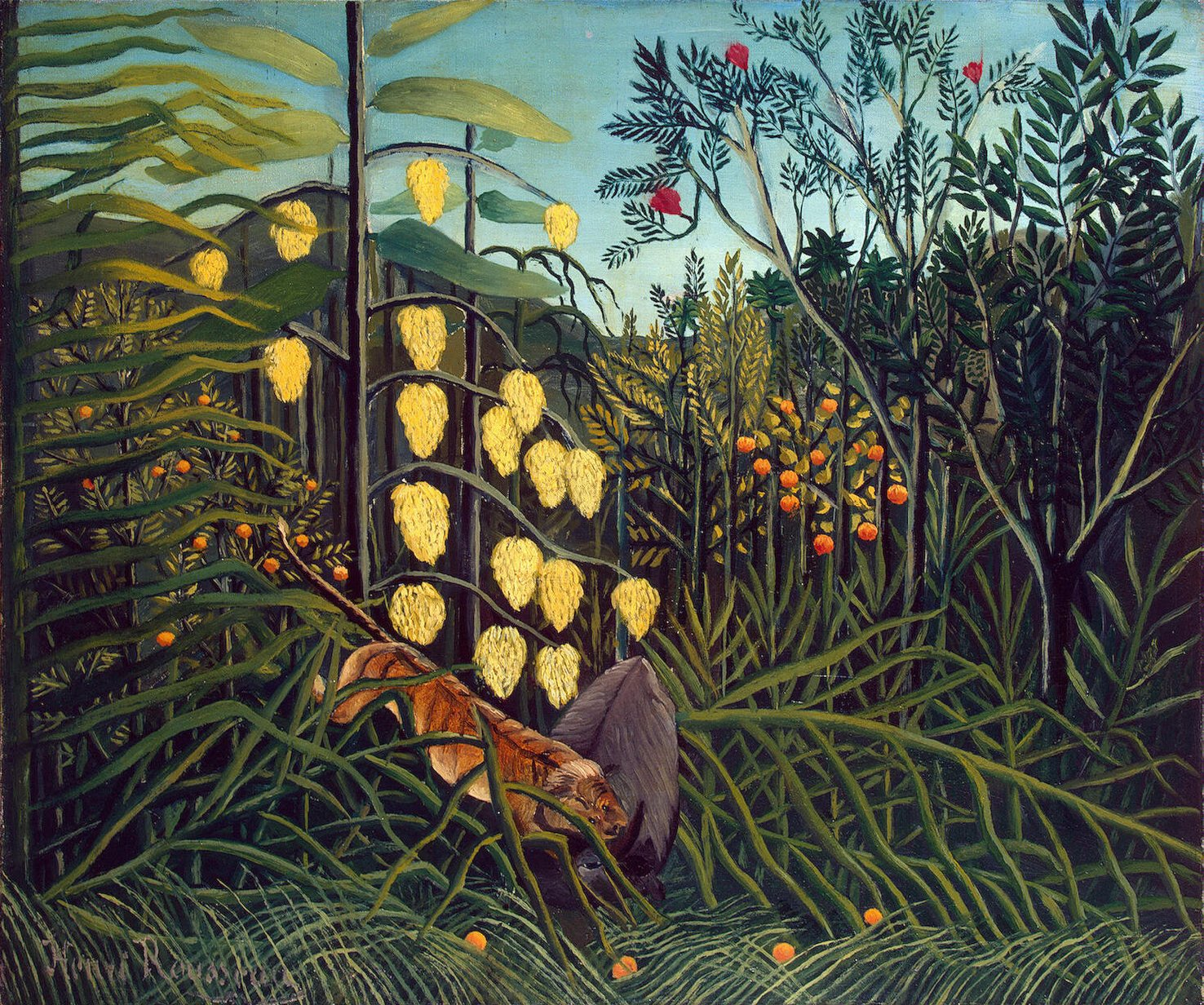
Em um combate na floresta tropical de um tigre e um búfalo, 1908–1909, Museu Hermitage, São Petersburgo
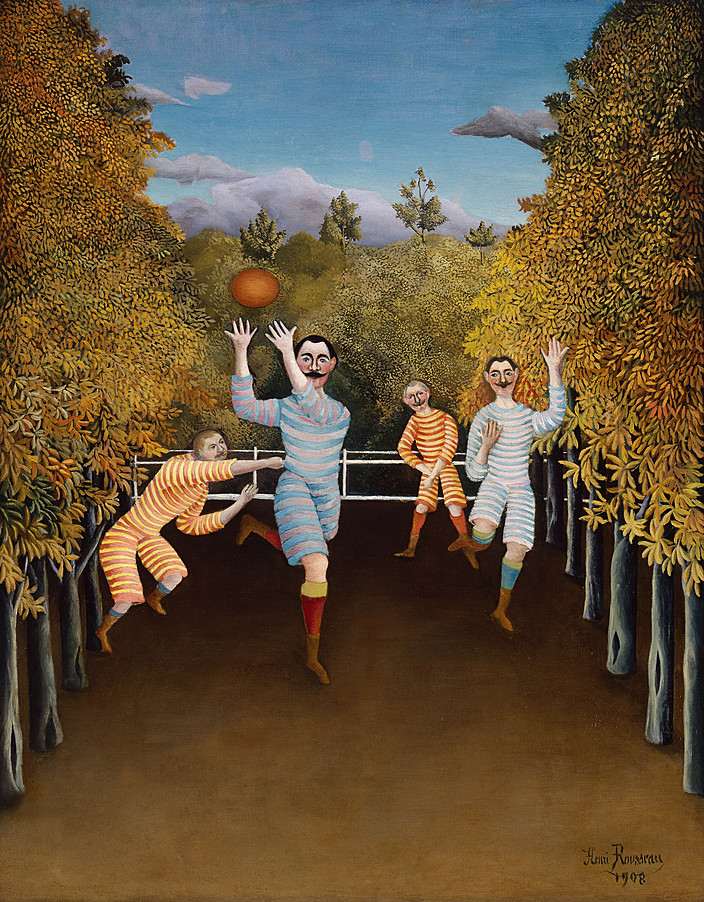
Os jogadores de futebol, 1908, Museu Solomon R. Guggenheim, Nova York
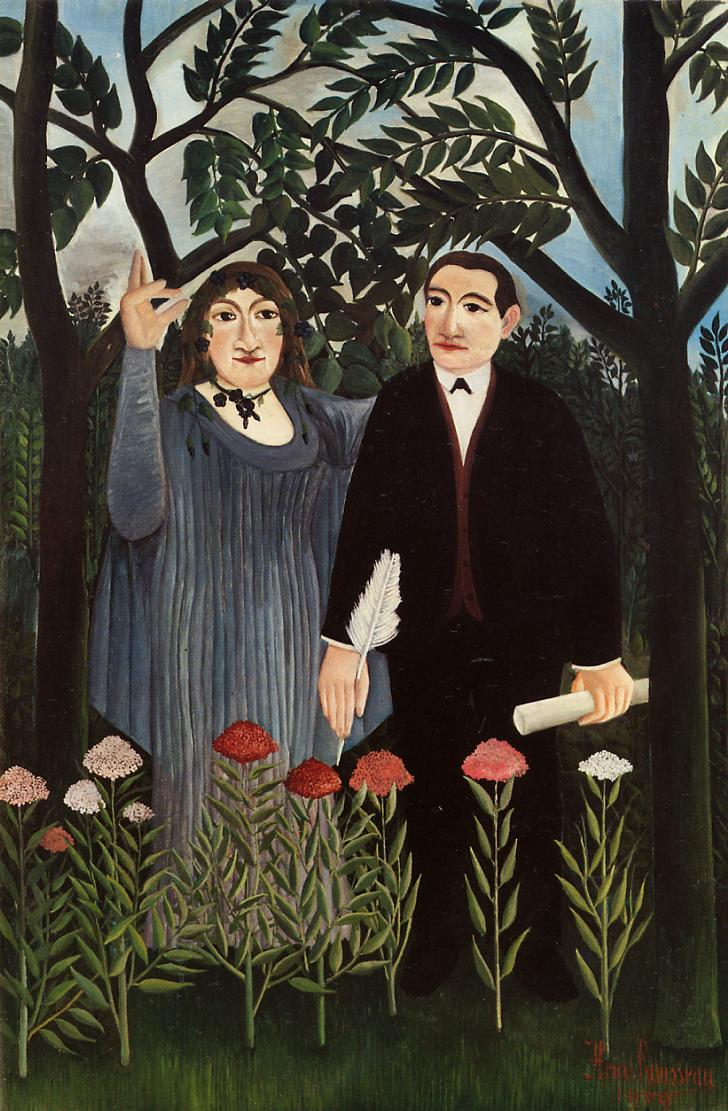
Musa que inspira o poeta (Retrato de Guillaume Apollinaire e Marie Laurencin), 1909, Kunstmuseum Basel, Suíça
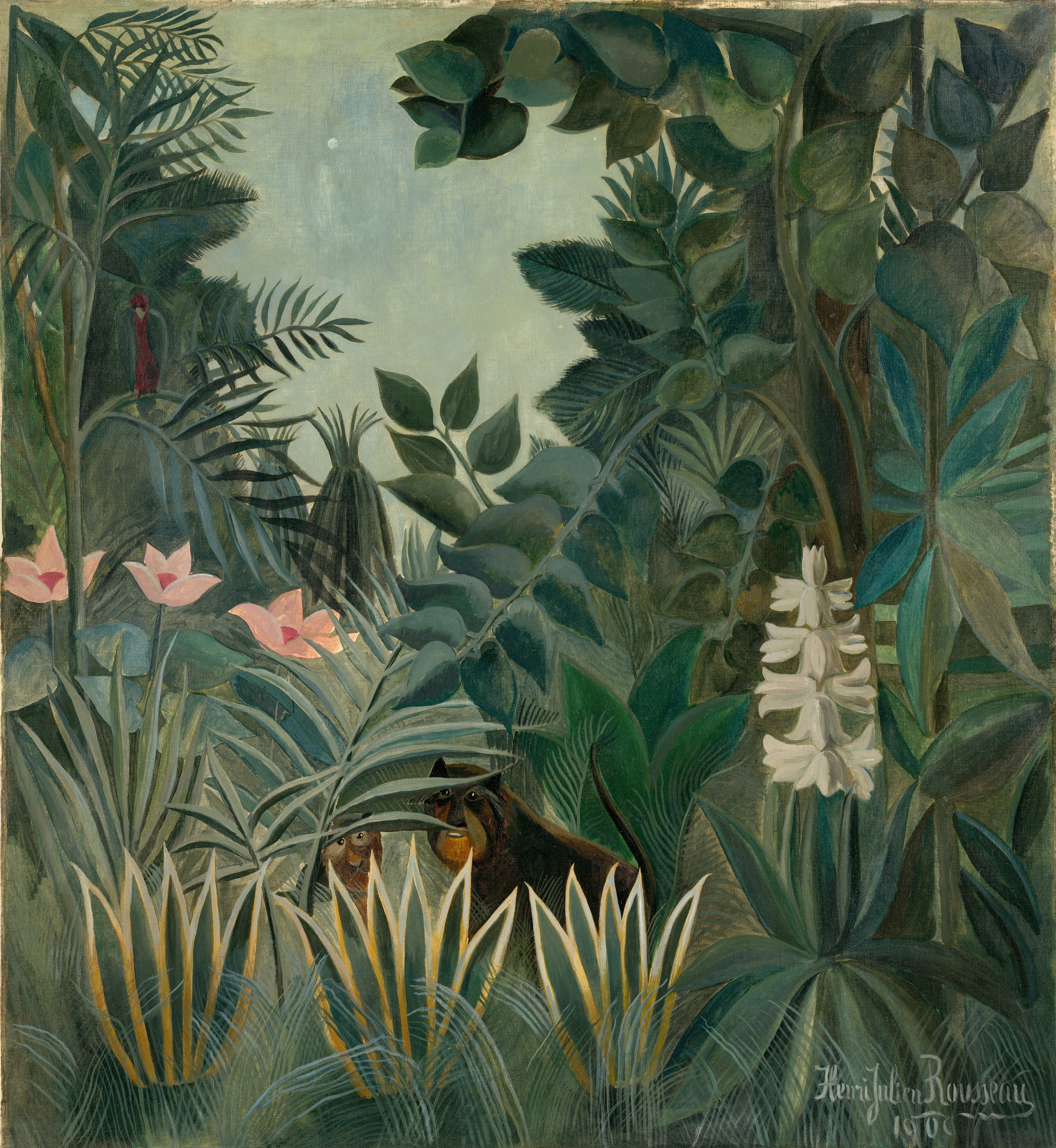
A Selva Equatorial, 1909, National Gallery of Art, Washington, D.C.
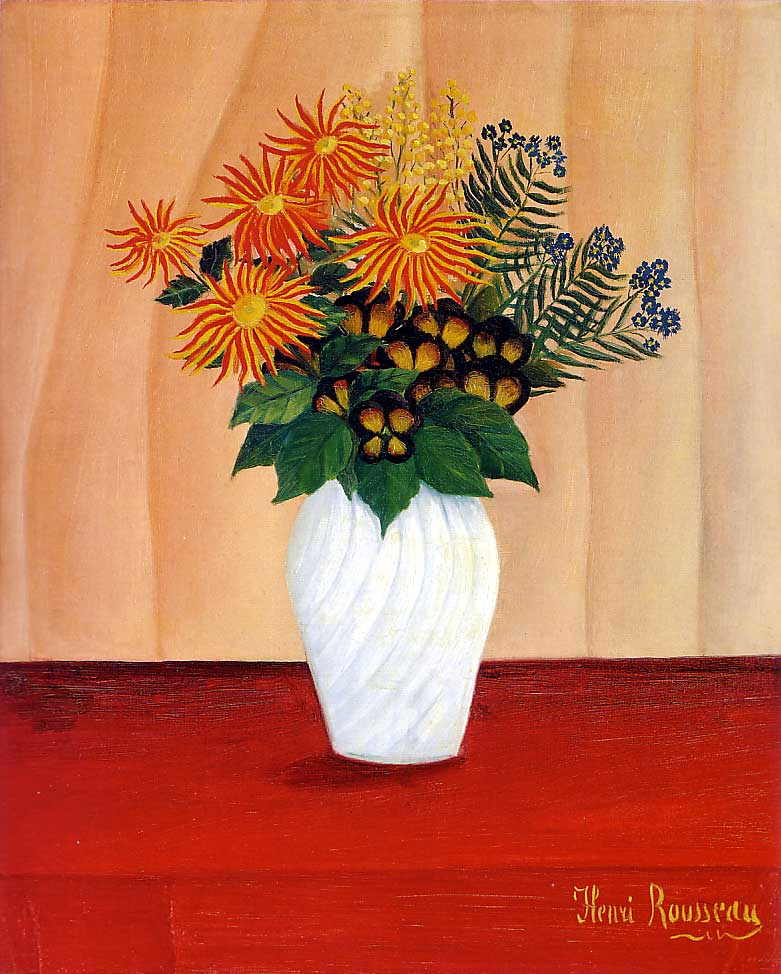
Bouquet de Flores, 1910, Tate Gallery, Londres
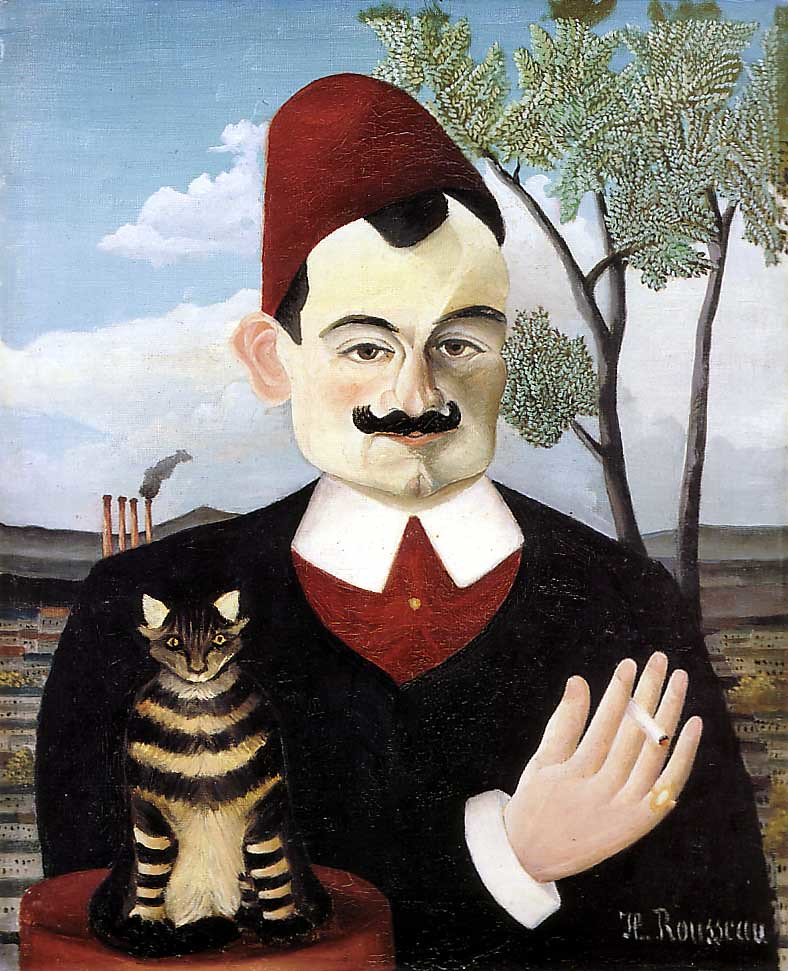
Pierre Loti, 1910, Kunsthaus Zürich, Suíça